# Босанска-Крупа (община)
Община Босанска-Крупа (босн. и хорв. Opština Bosanska-Krupa, серб. Општина Босанска-Крупа) — боснийская община в составе Федерации Боснии и Герцеговины, расположенная в северо-западной части Боснии и Герцеговины. Административным центром является город Босанска-Крупа.

## Географические данные
До 1992 года община имела площадь в 778 км², однако в ходе гражданской войны от общины были отделены территории, ставшие впоследствии общинами Бужин и Крупа-на-Уни. Граница между ними проходила по реке Уна. Нынешняя площадь общины составляет 556 км².
Община расположена на северо-западе страны. Она граничит с рядом общин: боснийскими общинами Бихач, Бужим, Босански-Петровац, Сански-Мост, Нови-Град и хорватской общиной Двор. Крупнейшая река кантона Уна протекает именно через центр Босански-Крупы. Помимо всего, дороги, которые проходят через общину, связывают Западную и Южную Европу.

## Города
По состоянию на 1991 год в общине насчитывались следующие города: Арапуша, Баг, Баняни, Баштра, Бенаковац, Босанска-Крупа, Бужим, Варошка-Риека, Велика-Ясеница, Велики-Бадич, Велики-Дубовик, Велики-Радич, Воевац, Володер, Враньска, Главица, Гориня, Горни-Бушевич, Горни-Петровичи, Горня-Сувая, Гудавац, Добро-Село, Доня-Сувая, Дони-Дубовик, Дони-Петровичи, Дренова-Главица, Езерски, Залин, Иваньска, Конёдер, Лубарда, Люсина, Махмич-Село, Мали-Бадич, Мали-Дубовик, Мали-Радич, Мразовац, Осредак, Острожница, Отока, Перна, Пишталине, Поткалине, Пученик, Средни-Бушевич, Средни-Дубовик, Хашани и Ясеница.
По итогам Дейтонских соглашений, большая части общины Босанска-Крупа вошла в состав Федерации. В состав Республики Сербской вошла территория, ставшая общиной Крупа-на-Уни, с городами Дони-Дубовик, Дони-Петровичи, Осредак, Арапуша, Горни-Бушевич, Хашани, Мали-Дубовик, Отока, Средни-Бушевич и Средни-Дубовик.

## Население
По состоянию на 1991 год, в общине проживали 58320 человек в 48 населённых пунктах. По оценке на 2012 год, население составляет примерно 28123 человека.